# SN 2008ea
SN 2008ea – supernowa typu II-P odkryta 6 lipca 2008 roku w galaktyce NGC 7624. W momencie odkrycia miała maksymalną jasność 17,00m.